# NGC 5115
NGC 5115 est une vaste (?) galaxie spirale barrée située dans la constellation du Vierge. Sa vitesse par rapport au fond diffus cosmologique est de 7 595 ± 20 km/s, ce qui correspond à une distance de Hubble de 112,0 ± 7,9 Mpc (∼365 millions d'al). NGC 5115 a été découverte par l'astronome américain Lewis Swift en 1887.
La classe de luminosité de NGC 5115 est III-IV et elle présente une large raie HI.
À ce jour, sept mesures non basées sur le décalage vers le rouge (redshift) donnent une distance de 84,329 ± 10,008 Mpc (∼275 millions d'al), ce qui est à l'extérieur des valeurs de la distance de Hubble. Notons cependant que c'est avec la valeur moyenne des mesures indépendantes, lorsqu'elles existent, que la base de données NASA/IPAC calcule le diamètre d'une galaxie et qu'en conséquence le diamètre de NGC 5115 pourrait être d'environ 52,1 kpc (∼170 000 al) si on utilisait la distance de Hubble pour le calculer.